# Arrondissement Saint-Pierre (Martinique)
Arrondissement Saint-Pierre (fr. Arrondissement de Saint-Pierre) je správní územní jednotka ležící v zámořském departementu a regionu Martinik ve Francii. Člení se dále na osm obcí.

## Obce
- Le Carbet
- Le Morne-Vert
- Case-Pilote
- Bellefontaine
- Saint-Pierre
- Fonds-Saint-Denis
- Le Morne-Rouge
- Le Prêcheur